# Катері Текаквіта
Кате́рі Текакві́та, також знана як Катерина Ірокезька (1656 — 17 квітня 1680) — перша свята індіанського походження.

## Біографія
Катері Текаквіта була донькою Кеннеронква, вождя могавків та його дружини з племені алгонкінів. Коли Текаквіті було 4 роки, вона захворіла на натуральну віспу, яка зіпсувала її зір та залишила шрами на обличчі. Оскільки епідемія натуральної віспи також забрала життя брату Катері та її батькам, її удочерив дядько, вождь Черепашиного роду (англ. Turtle Clan). Чимало юнаків племені хотіли одружитися з нею, але вона розуміла, що вони керуються тільки політичними міркуваннями, — а думка про шлюб без кохання вселяла у неї відразу. Саме в цьому періоді свого життя вона зацікавилась католицизмом, незважаючи на те, що дядько її висловлював несхвальне ставлення до католицької віри. Мама Катері до смерті була християнкою й залишила їй вервечку, але дядько відняв її у неї.
Коли Текаквіті було 20 років, вона охрестилась. Катері практикувала умертвіння плоті, сплячи на колючках і молячись за прощення і навернення своїх родичів. Вона також ходила по палаючим жаринам вугілля і проколювала шкіру, пускаючи кров.
Катері займалася місіонерством, а 1679 стала черницею. Рік потому, 17 квітня 1680, вона померла у віці 24 років. Її останніми словами були: «Ісусе, люблю Тебе!» Відомо, що після смерті відбувся ряд чудесних зцілень.

## Вшанування пам'яті
Катері Текаквіті присвячено багато церков, шкіл та інших католицьких закладів. Зокрема, в канадській провінції Онтаріо є ряд шкіл з її ім'ям: 
- Католицька початкова школа імені Катері Текаквіти в Маркемі,
- Католицька початкова школа імені святої Катері Текаквіти в Гамільтоні,
- Школа святої Катері Текаквіти в Орлеані,
- Школа у провінції Саскачеван у місті Саскатун.

У США, штаті Нью-Йорк, одна зі шкіл після канонізації Катері була перейменована в її честь — Школа святої Катері Текаквіти в Скенектаді. У Скенектаді також була сформована парафія святої Катері Текаквіти.
У місті Ексетер, штат Род-Айленд, є церква на честь святої. Церква святої Катері Текаквіти у Валенсії, США, має скульптуру Катері перед будівлею. У Санта-Кларіті, Каліфорнії, також була створена церква з її ім'ям. Існує безліч церков святої Катері в різних індіанських поселеннях.

## Канонізація
У 1980 році її визнано блаженною Папою Іваном Павлом II. 18 лютого 2012 року Папа Бенедикт XVI офіційно повідомив у Соборі Святого Петра, що Текаквіту віднесено до лику святих 21 жовтня 2012 року.